# Liste der Abgeordneten zum Kärntner Landtag (1. Wahlperiode)
Diese Liste der Abgeordneten zum Kärntner Landtag (1. Wahlperiode) listet alle Abgeordneten zum Kärntner Landtag in der 1. Wahlperiode auf.

## Sessionen
Die 1. Gesetzgebungsperiode war in fünf Sessionen unterteilt, die sich wie folgt gliederten:
- I. Session: 6. April 1861 bis 16. April 1861 (7. Sitzungen)
- II. Session: 8. Jänner 1863 bis 28. März 1863 (41. Sitzungen)
- IV. Session: 23. November 1865 bis 12. Februar 1866 (37. Sitzungen)
- V. Session: 19. November 1866 bis 19. Dezember 1866 (12. Sitzungen)

## Funktionen

### Landtagsabgeordnete
| Name                       | Wahlkreis                                                                     | Anmerkung |
| -------------------------- | ----------------------------------------------------------------------------- | --- |
| Aichlburg August von       | Großgrundbesitz                                                               | |
| Burger Johann              | Großgrundbesitz                                                               | Landeshauptmann-Stellvertreter |
| Canaval Leodegar           | Handelskammer                                                                 | |
| Erwein Joseph              | Großgrundbesitz                                                               | |
| Feldner Franz              | Städte und Märkte (Spittal/Draul)                                             | Feldner trat am 17. November 1862 zurück. Als Nachfolger wurde Serafin von Blumfeld am 9. Dezember 1862 gewählt und am 3. Januar 1863 angelobt. Nach dem Selbstmord von Blumfeld am 8. März 1866 wurde Alexander Ebner am 29. Oktober 1866 nachgewählt und am 19. November 1866 angelobt                            |
| Findenigg Franz von        | Landgemeinden (Villach, Paternion, Rosegg)                                    | Findenigg starb ab 27. Februar 1864. Als Nachfolger wurde Dr. Josef Rabl am 29. März 1864 gewählt, erschien aber zu keiner Sitzung und konnte nicht angelobt werden. Rabl trat am 31. Oktober 1865 zurück. Als Nachfolger wurde Alois Ludwig Walter am 11. Dezember 1865 gewählt und am 20. Dezember 1865 angelobt  |
| Goëss Anton                | Großgrundbesitz                                                               | Landeshauptmann ab 7. Juli 1861 |
| Götz Josef                 | Landgemeinden (Villach, Paternion, Rosegg)                                    | |
| Herbert Franz Paul von     | Städte und Märkte (Wolfsberg)                                                 | |
| Hueber Joseph von          | Großgrundbesitz                                                               | |
| Janesch Joseph             | Großgrundbesitz                                                               | |
| Jessernig Gabriel von      | Städte und Märkte (Klagenfurt)                                                | |
| Jessernig Johann           | Städte und Märkte (St. Veit/Glan)                                             | Jessernig schied am 23. September 1865 aus, Moritz Seyerl wurde am 23. November 1865 angelobt |
| Isepp Sebastian            | Landgemeinden (Hermagor, Tarvis, Arnoldstein, Kötschach)                      | Isepp trat am 2. August 1862 aus Gesundheitsgründen zurück. Als Nachfolger wurde Alois Homann am 20. Oktober 1862 gewählt und am 3. Januar 1863 angelobt |
| Knapitsch Ferdinand von    | Landgemeinden (St. Veit, Friesach, Gurk, Althofen, Eberstein)                 | |
| Lanner Thaddäus von        | Landgemeinden (Klagenfurt, Feldkirchen und Ferlach)                           | Verstarb am 13. Oktober 1861. Als Nachfolger wurde Thomas Khakel am 2. Januar 1862 gewählt, dieser starb jedoch vor Beginn der II. Session am 31. März 1862. Nach dessen Tod wurde August von Steinberg am 22. Mai 1862 gewählt und am 3. Januar 1863 angelobt                                                      |
| Lax Josef                  | Landgemeinden (Spittal, Millstatt, Gmünd, Greifenburg, Obervellach, Winklern) | |
| Mathis Max von             | Städte und Märkte (Villach)                                                   | Mathis trat am 29. Oktober 1862 zurück. Als Nachfolger wurde Josef Kassin am 29. November 1862 gewählt und am 3. Januar 1863 angelobt. Nach dessen Rücktritt am 12. November 1866 wurde Dr. Josef Luggin am 17. November 1866 nachgewählt und am 24. November 1866 angelobt                                         |
| Mayer Josef                | Landgemeinden (Klagenfurt, Feldkirchen und Ferlach)                           | |
| Mertlitsch Hermann         | Landgemeinden (Völkermarkt, Eberndorf, Bleiburg, Kappel)                      | Mertlitsch trat am 11. Oktober 1862 zurück. Als Nachfolger wurde Andreas/Andrej Einspieler am 24. November 1862 gewählt und am 3. Januar 1863 angelobt. Einspieler schied am 30. August 1863 wegen Wahlrechtsverlust aus. Als Nachfolger wurde Franz Novak am 9. November 1863 gewählt und am 2. März 1864 angelobt |
| Moro Max von               | Großgrundbesitz                                                               | Moro trat am 27. November 1863 zurück. Als Nachfolger wurde Karl Stockert am 28. Januar 1864 gewählt und am 2. März 1864 angelobt |
| Nagel Leopold              | Handelskammer                                                                 | |
| Nischelwitzer Oswald       | Landgemeinden (Hermagor, Tarvis, Arnoldstein, Kötschach)                      | |
| Novak Josef                | Städte und Märkte (Völkermarkt)                                               | |
| Ottitsch Joseph            | Landgemeinden (Wolfsberg, St. Leonhard, St. Paul)                             | |
| Niederist Joseph           | Städte und Märkte (Hermagor)                                                  | Niederist trat am 4. April 1862 zurück. Als Nachfolger wurde Arthur Breycha am 30. Mai 1862 gewählt und am 3. Januar 1863 angelobt |
| Rinkisch Josef             | Landgemeinden (Völkermarkt, Eberndorf, Bleiburg, Kappel)                      | Rinkisch wurde wegen Nachwahl am 6. April 1861 erst in der 3. Sitzung angelobt. Er trat am 11. Oktober 1862 zurück. Als Nachfolger wurde Josef Schwab am 24. November 1862 gewählt und am 3. Januar 1863 angelobt                                                                                                   |
| Rosthorn Gustav von        | Handelskammer                                                                 | schied am 16. November 1864 wegen Wahlrechtsverlust aus. Am 22. Juli 1865 wurde Jakob Scheließnig nachgewählt und am 23. November 1865 angelobt |
| Schluga Franz von          | Landespräsident                                                               | |
| Seeland Ferdinand          | Städte und Märkte (Friesach)                                                  | Seeland trat am 17. November 1862 zurück. Als Nachfolger wurde Ferdinand Steiner am 9. Dezember 1862 gewählt und am 3. Januar 1863 angelobt |
| Siegl Karl                 | Landgemeinden (Spittal, Millstatt, Gmünd, Greifenburg, Obervellach, Winklern) | Siegl trat am 16. April 1862 zurück. Als Nachfolger wurde Dr. Jacob Aicher von Aichenegg am 30. Juni 1862 gewählt und am 3. Januar 1863 angelobt |
| Spitzer Johann             | Landgemeinden (St. Veit, Friesach, Gurk, Althofen, Eberstein)                 | Nach dessen Rücktritt am 30. Dezember 1861 wurde Johann Karner nachgewählt, verstarb aber vor der nächsten Landtagssitzung am 7. Juni 1862. Nach dessen Tod wurde Dr. Mathias Rulitz am 3. November 1862 nachgewählt und am 3. Januar 1863 angelobt                                                                 |
| Sterneck Otto              | Großgrundbesitz                                                               | |
| Stieger Johann             | Städte und Märkte (Klagenfurt)                                                | |
| Thurn-Valsassina Georg von | Großgrundbesitz                                                               | Landeshauptmann; Thurn-Valsassina trat am 7. Juli 1861 aus Gesundheitsgründen zurück. Als Nachfolger im Parlament wurde Franz von Schluga am 21. Oktober 1861 gewählt und am 3. Januar 1861 angelobt |
| Tschabuschnigg Adolf von   | Großgrundbesitz                                                               | |
| Waschner Paul              | Landgemeinden (Wolfsberg, St. Leonhard, St. Paul)                             | Waschner trat am 2. Juni 1861 zurück. Als Nachfolger wurde Alois Offner am 8. Juli 1861 gewählt und am 3. Januar 1863 angelobt |
| Wiery Valentin             | Virilstimme                                                                   | |